# Fred L. Turner
Pour les articles homonymes, voir Turner.
 (avril 2025).
Frederick Leo Turner (6 janvier 1933 - 7 janvier 2013) était un dirigeant de l'industrie de la restauration américaine, président et PDG de McDonald's. On lui attribue le mérite d'avoir contribué à l'expansion massive de McDonald's, en introduisant de nouveaux repas et en établissant des normes de service pour l'entreprise et ses employés.

## Enfance
Turner a grandi à Des Moines et à Chicago, a étudié au lycée catholique de Dowling, et a obtenu son diplôme de l'Université Drake en 1954.
Après l'université, il a servi dans l'armée américaine.

## Carrière
Turner a commencé sa carrière chez McDonald's en 1956 en tant qu'opérateur de grill et a été rapidement promu. Il a été nommé vice-président des opérations en 1958, alors que l'entreprise ne comptait que 34 restaurants. Dans ce rôle, il a établi des directives strictes sur la façon dont les hamburgers et autres produits de McDonald's devaient être servis - notamment que les frites « devaient avoir exactement 0,28 pouce d'épaisseur », et que « exactement dix steaks devaient être formées à partir de 450 grammes de bœuf (1 livre) ». « Qualité, Service et Propreté » sont devenus sa devise. Il devient vice-président exécutif en 1967, puis président et chef de l’administration en 1968. Il devient PDG en 1973 et remplace Kroc en tant que président en 1977, puis nommé président principal à la mort de Kroc. Sous la direction de Turner, McDonald's a étendu ses opérations à 118 pays, avec plus de 31 000 points de vente, et plus d'un milliard de hamburgers ont été vendus.
Il a pris sa retraite en 1987, puis a exercé la fonction de président honoraire.

## Prix et affiliations
Turner a été directeur d'Aon Corporation, de Baxter International et de WW Grainger. Il a reçu le prix Horatio Alger en 1991. Il était membre du Bohemian Club et de Sigma Phi Epsilon.

## Vie personnelle
Le 22 juin 1954, peu de temps après avoir obtenu son diplôme universitaire, Turner épousa Patricia Shurtleff, une autre diplômée de Drake. Le couple a eu trois filles. Patricia est décédée le 9 octobre 2000.
Fred Turner est décédé le 7 janvier 2013, le lendemain de son 80e anniversaire, des suites de complications liées à une pneumonie.

## Pop culture
Fred Turner apparaît dans le film Le Fondateur de 2016, qui dépeint la création de la chaîne de restauration rapide McDonald's. Il apparait également lors des tentatives réussies de Ray Kroc pour ouvrir des restaurants McDonald's dans la région des Twin Cities, au Minnesota
Il est représenté dans l'épisode 12 de la saison 2 « Game of Chicken » de la série « The Food That Built America » (La nourriture qui a construit l'Amérique) de la chaîne History Channel.